# Len de l'el
Le len de l'el (parfois orthographié lendelel) est un cépage de cuve blanc courant dans le vignoble de Gaillac. Il est parfois réduit à ses initiales : LdL.

## Origine et répartition

### Étymologie
Lendelel signifie en occitan toulousain « loin de l'œil ». La grappe est munie d'un long pédoncule et le raisin est loin du bourgeon (il en terme viticole) qui lui a donné naissance. Utilisé uniquement à Gaillac, il donne un léger piquant sur le bout de la langue et permet à coup sûr d'identifier un vin de Gaillac.

### Localisation
Ce cépage n'existe que dans l'AOC Gaillac ce qui donne à penser qu'il en est originaire. Selon Robert Plageoles et Fernand Cousteaux, il pourrait provenir de vignes sauvages dans la forêt domaniale de la Grésigne.

### Historique
Au début du XXe siècle, le Gaillac blanc comprenait généralement 60 % de mauzac, 30 % de Len de l'el et 10 % d'Ondenc. Après une période où le mauzac devint prépondérant, la mode des vins doux et l'excellente adéquation du LdL avec le terroir « rive gauche » (où le mauzac n'est pas à son avantage) lui ont permis de reconquérir ses lettres de noblesse: il est passé de 112 ha en 1958, à 630 ha en 1994.

## Caractèresampélographique

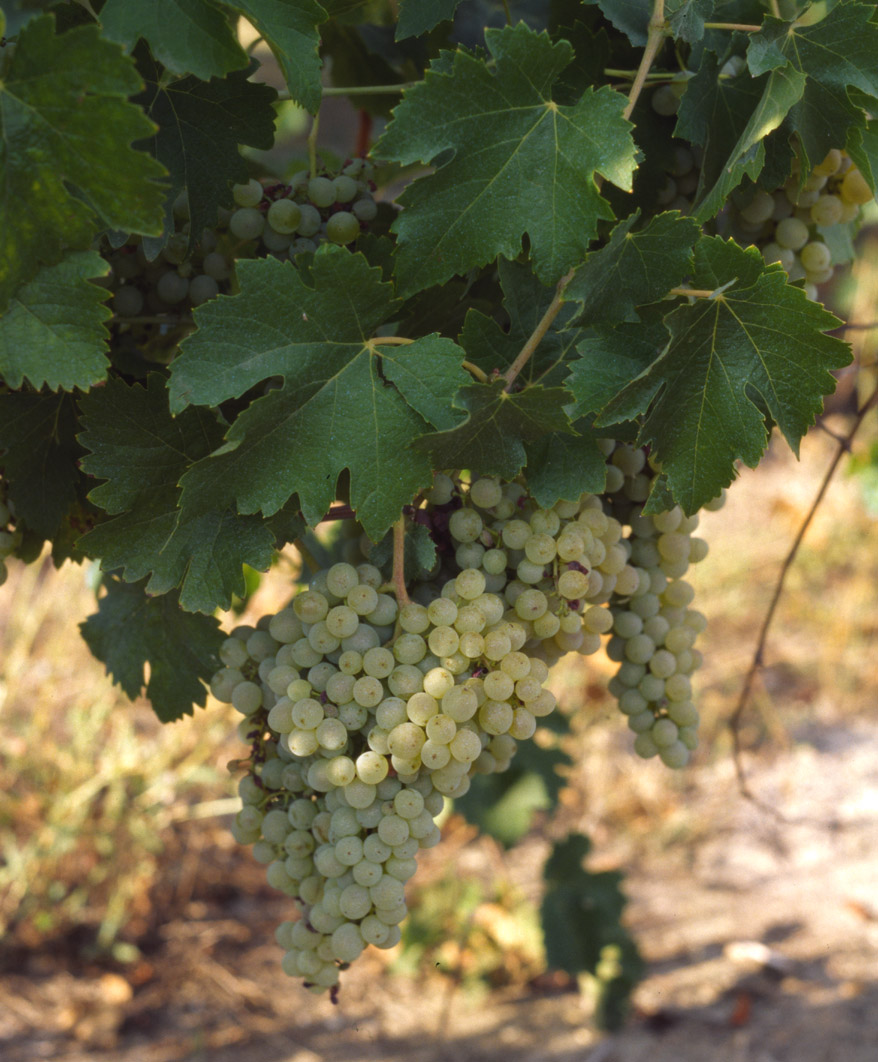
Grappes et feuilles de len de l'el.

- Forte densité de poils couchés sur le jeune rameau.
- Feuilles adultes à 5, 7 ou 9 lobes avec sinus pétiolaire ouvert à fond en U, limbe involuté et tourmenté et face interne une faible densité de poils couchés.
- Baies de taille moyenne de forme elliptique.

## Aptitudes
- culturales : c'est un cépage assez vigoureux et productif.
- sensibilité : il est sensible à la pourriture grise et aux acariens. Les forts rendements peuvent induire une carence en potassium.
- agronomiques : Les grappes sont grosses et les baies de taille moyenne. Il donne des vins secs fins, parfumés et peu acides (le Gaillac perlé a été créé pour lui donner une vigueur destiner à pallier une acidité défaillante). Vinifié sous voile il donne des notes de noix fraîche et de pomme. Vinifié en doux, la palette s'élargit, du fruit exotique à la poire ou aux fruits secs (figue, raisin).

## Génétique
Un seul clone, le 733, est agréé. Il est bien représentatif du cépage mais est très productif. Une étude est en cours pour évaluer l'intérêt d'un deuxième clone parmi les 92 souches du conservatoire de Peyrole. L'homogénéité génétique due à une population restée sur son lieu de naissance, ne permet pas d'espérer de radicales différences de performance.